# Olaf II van Noorwegen
Olaf II Haraldsson (ca. 995 - Stiklestad, 29 juli 1030) was koning van Noorwegen. Tijdens zijn leven had hij de bijnaam De Dikke, maar na zijn heiligverklaring, niet lang na zijn dood, geldt hij als Olaf de Heilige. Hij was de zoon van een lagere Deense koning, Harald Grenske, die regeerde over de in het zuiden van Noorwegen gelegen streek Vestfold. Harald Grenske was een nazaat van koning Harald I Schoonhaar. Olafs moeder heette Åsta Gudbrandsdatter.

## Voorgeschiedenis
Olaf werd postuum geboren en werd opgevoed aan het hof van Sigurd Syr, onderkoning van Ringerike - de tweede echtgenoot van zijn moeder. In zijn jonge jaren was hij actief met de gebruikelijke strooptochten en activiteiten als huurling. In 1012 was hij een van de aanvoerders van de aanval op Engeland die voor 48.000 pond werd afgekocht. Olaf reisde door heel Scandinavië en het Noordzee-gebied. Hij werkte daarna als huurling in Spanje en Frankrijk. Olaf ontmoette de gevluchte Ethelred II van Engeland in Normandië en hielp hem tegen de Denen in Engeland. In deze periode liet Olaf zich dopen in Rouen.
Toen koning Knoet de Grote van Denemarken zijn Noorse schepen opriep voor een nieuwe oorlog tegen Engeland, maakte Olaf van hun afwezigheid gebruik om de macht te grijpen in Noorwegen. Hij zeilde met 260 man, en veel geld, in twee handelsschepen (geen langschepen) naar Noorwegen. Deze kleine expeditie suggereert dat Olaf eigenlijk met goedvinden van Knoet het bestuur in Noorwegen op zich nam, en dat toen Knoet jarenlang verwikkeld was in Engeland en Groenland, Olaf de gelegenheid gebruikte om zich als onafhankelijke koning op te stellen.

## Koningschap
In 1016 versloeg hij zijn laatste tegenstanders bij Nesjar (bij de ingang van het Oslofjord) en riep zich uit tot koning van Noorwegen. Hij stichtte de stad Sarpsborg, die een tijd zijn hoofdstad zou zijn. Olaf probeerde een staatsorganisatie naar Normandisch en Engels voorbeeld op te zetten en bracht de buitengewesten (IJsland, Faeröer en de Schotse eilanden) onder het gezag van de kroon. Hij kreeg hulp van de bisschoppen van Hamburg en Bremen om een kerkorganisatie vorm te geven. Vooral aan de kust was een groot deel van de bevolking al christelijk en Olaf dwong de rest van de bevolking ook tot bekering, vaak met grof geweld. Hij stichtte het bisdom van Trondheim.
Onder de Noorse edelen ontstond steeds meer verzet tegen de politiek van Olaf waardoor ze een deel van hun traditionele vrijheden moesten opgeven. Knoet zocht hun steun voor een oorlog tegen Olaf maar in 1026 nam Olaf het initiatief en viel Denemarken aan. De beslissende slag werd in 1028 uitgevochten in de monding van de Helgeå in Zweden. Olaf en zijn Zweedse bondgenoten zouden de rivier hebben afgedamd en de dam hebben doorstoken toen de vloot van Knoet naderde. De vloedgolf zou grote schade hebben toegebracht aan Knoets vloot maar die had nog steeds de overmacht en wist de slag te winnen. Olaf moest vluchten naar zijn zwager Jaroslav de Wijze in Novgorod. In 1029 stierf de nieuwe onderkoning van Noorwegen en Olaf probeerde opnieuw om de macht te grijpen in Noorwegen. Met een groep van 400 Zweedse huurlingen trok hij naar Trondheim maar even buiten die stad werd hij in de Slag bij Stiklestad door een lokaal leger verslagen en gedood. Olaf werd op het slagveld begraven en later herbegraven in de Nidaros-domkerk in Trondheim.
In de elfde eeuw was er nog geen formele regeling rond heiligverklaringen, een verering van heiligen ontstond op lokaal niveau. Bisschop Grimkell, benoemd door Olaf, zou de eerste zijn die op 3 augustus 1031 tijdens het herbegraven van Olaf hem als een heilige had betiteld. De kerk had van Olaf nog maar net een eerste formele structuur gekregen en was daardoor kwetsbaar, verering van Olaf als heilige was voor de kerk dan ook van groot belang om de eigen positie te versterken. Hetzelfde gold voor Olafs buitenechtelijke zoon Magnus I van Noorwegen die in 1035 koning werd van Noorwegen en in 1042 ook van Denemarken. De heiligheid van zijn vader was van groot belang voor zijn prestige en hij heeft een groot aantal Olaf-kerken in Noorwegen en Denemarken gesticht. Door deze actieve promotie door de Noorse kerk en door Magnus werd Olaf snel een geliefde heilige in Scandinavië en Engeland. Er was ook een Olaf-kerk in Constantinopel die werd gebruikt door Viking-huurlingen in het Byzantijnse Rijk. In 1164 werd Olaf ook door paus Alexander III heilig verklaard. Zijn feestdag is op 29 juli en hij is de patroon van Noorwegen en van de beeldhouwers en wordt aangeroepen bij moeilijke huwelijken. Te zijner eer stichtte koning Oscar I van koning van Zweden en Noorwegen in 1847 een Orde van Sint-Olaf.
Olaf was getrouwd (1019) met Astrid, dochter van Olof II van Zweden. Olaf en Astrid kregen een dochter: Wulfhild (overleden op 24 mei 1071), gehuwd met Ordulf van Saksen. Olaf had een bijvrouw met de naam Elfhildis, vermoedelijk een Engelse slavin - zij kregen een zoon: Magnus, die later koning van Noorwegen én Denemarken zou worden.
- Bibsys: 90356223
- Biblioteca Nacional de Chile: 000556830
- Gemeinsame Normdatei: 118736159
- International Standard Name Identifier: 0000 0001 0718 586X
- Library of Congress Control Number: n82009967
- Nationale Bibliotheek van Tsjechië: jo2015887616
- Nationale Bibliotheek van Israël: 987007349658805171
- Nederlandse Thesaurus van Auteursnamen: 069226571
- LIBRIS: 196256
- Système universitaire de documentation: 027669068
- Virtual International Authority File: 53023432
- WorldCat: E39PBJkhHMJb99RBYQpDgVPfbd